# Noyelles-sous-Lens
Noyelles-sous-Lens är en kommun i departementet Pas-de-Calais i regionen Hauts-de-France i norra Frankrike. Kommunen ligger i kantonen Noyelles-sous-Lens som tillhör arrondissementet Lens. År 2022 hade Noyelles-sous-Lens 6 757 invånare.

## Befolkningsutveckling
Antalet invånare i kommunen Noyelles-sous-Lens
| Referens: INSEE |